# Takaichi Sanae
Takaichi Sanae (高市 早苗 (Cao Thị Tảo Miêu)  sinh ngày 7 tháng 3 năm 1961) là một chính trị gia Nhật Bản đã phục vụ trong Chúng Nghị viện từ năm 2005. Bà là thành viên của Đảng Dân chủ Tự do và từng đảm nhiệm một số chức vụ trong Nội các dưới thời Thủ tướng Abe Shinzō.